# Presse-Grosso
Presse-Grosso steht für Pressegroßhandel. Ein Grossist ist im Verlagswesen ein Unternehmer im Pressegroßhandel. Er agiert als Handelsstufe zwischen Verlag und dem Einzelhändler. Weitere Vertriebswege für Presseerzeugnisse sind das verlagseigene Abonnement, Lesezirkel, Direktlieferungen sowie der Bahnhofsbuchhandel. Die zwei größten Pressegroßhändler in Deutschland sind die PVG Presse-Vertriebs-Gesellschaft KG und die QTRADO GmbH & Co. KG. Die Interessenvertretung ist der Presse-Grosso-Verband Deutscher Buch-, Zeitungs- und Zeitschriften-Grossisten.

## Vertriebswege
Über das Presse-Grosso mit einem Marktanteil von 54 Prozent wird der größte Teil der Printmedien in Deutschland vertrieben, vor allem Kaufzeitungen und Publikumszeitschriften im Direktverkauf.
Pressegrossisten sind mittelständisch geprägte Unternehmen mit einem durchschnittlichen Jahresumsatz von rund 38 Millionen Euro und 140 Beschäftigten im Mittel. Sie beliefern im Schnitt rund 1800 Verkaufsstellen in ihrem Vertriebsgebiet und handeln mit einem Sortiment von über 4000 Titeln. An einigen international geprägten Standorten kann dieses bis zu 6000 Titel umfassen.
Die Verlage informieren die Grossisten über ihre Programme und Sonderausgaben. Der Vertrieb der einzelnen Verlage vereinbart mit den Grossisten die Bedingungen bezüglich der Abnahmemenge, der Lieferung, der Bezahlung etc. Sie schließen einen Kommissionsvertrag mit Remissionsrecht ab. Oftmals kooperieren sie bei Marktuntersuchungen (der Grossist sammelt hierbei die Daten, wobei das Marktbearbeitungsprogramm Presse-Datawarehouse des Bundesverbandes Presse-Grosso (BVPG) unterstützend wirkt). Es steht seit Oktober 2012 allen Marktpartnern zur Verfügung. Der Verlag wertet die Daten aus, zieht seine Schlüsse und modifiziert möglicherweise sein Verlagsprogramm oder Marketingstrategien. Die Grossisten sind hieran beteiligt.
Pressegrossisten beziehen ihre Produkte direkt von den jeweiligen Verlagen; international agierende Vertriebsunternehmen liefern die ausländische Presse.

## Rechtliche Besonderheiten
Einige Besonderheiten in den Arbeitsbedingungen und rechtlichen Aspekte kennzeichnen den Pressegrossisten. Zunächst einmal gilt bei Druckerzeugnissen wie Büchern, Zeitungen und Zeitschriften die Preisbindung. Der Pressegrossist hat keine Möglichkeit zur Preisgestaltung. Das Pressegrosso unterliegt sowohl der vertikalen wie auch der horizontalen Preisbindung: Der Preis für die Abgabe des Grossisten an den Einzelhändler ist ebenso festgelegt wie der Endpreis für den Käufer. Die Preisbindung erfolgt durch Verträge zwischen den Verlegern und den Grossisten, in denen die Großhändler verpflichtet werden, die Preisbindung an die Einzelhändler weiterzugeben. Die Zulässigkeit solcher Verträge ergibt sich aus § 30 GWB.
Deutschland ist derzeit (letzter Stand 2023) in 43 sogenannte „Grossogebiete“ aufgeteilt, in denen 15 Grossofirmen tätig sind. Die Grossisten besitzen ein Alleinauslieferungsrecht, also insofern ein Monopol, lediglich in Hamburg gibt es eine bedingte Konkurrenz zwischen Grossisten. Diese Ausnahme ist im Kartellrecht geregelt. Erst 2003 bestätigte die Bundesregierung das spezielle Vertriebssystem nochmals.

## Verfassungsmäßiger Auftrag
Verfassung und Ausgestaltung des deutschen Pressevertriebssystems basieren auf der Gewährleistung von Pressefreiheit und Pressevielfalt, die Artikel 5 des Grundgesetzes verbürgt. Es soll als neutraler Absatzmittler die Vielfalt, Jederzeit- und Überallerhältlichkeit von Presseerzeugnissen bestmöglich sichern. Die Freiheiten des Artikel 5, heißt es im Medienbericht der Bundesregierung von 2008, „würden leerlaufen, könnte nicht die gesamte Bandbreite der in- und ausländischen Verlagsproduktion de facto an jedem Ort von jedermann zu erschwinglichen Preisen gelesen werden können“. Ein bis in den letzten Winkel des Landes funktionierendes Presse-Grosso ist vor allem für neue, finanzschwache oder an Minderheiten ausgerichtete Verlage lebensnotwendig. Sie sind zumeist außerstande, einen eigenen Vertrieb aufzubauen und zu erhalten.
Eine Reihe von Grundlagen für Erhalt und Weiterentwicklung des Systems sind in der Gemeinsamen Erklärung (GE) von 2004 zwischen den Verbänden der Zeitschriften- und Zeitungsverleger (MVFP (bis 2022 VDZ), BDZV) und dem BVPG festgelegt worden. Diese sind insbesondere das Dispositions- und das Remissionsrecht, die Preis- und Verwendungsbindung sowie die Neutralitätsverpflichtung.
In seinem zugeteilten Gebiet unterliegt der Pressegrossist dem Kontrahierungszwang. Er hat folglich die Pflicht, nicht nur jede Verkaufsstelle zu beliefern, sondern auch jede auf dem Markt erhältliche Publikation anzubieten und in sein Programm aufzunehmen. Der Einzelhandel hat somit einen Belieferungsanspruch gegenüber dem Pressegrossisten. Außerdem hat der Einzelhandel das Recht, seine nicht verkauften Exemplare von Druckerzeugnissen zu remittieren. Die Verlage sind verpflichtet, sie zurückzunehmen (was die Pressegrossisten abwickeln).
Diese Vorgaben sollen die wirtschaftliche Existenz kleiner Verlage und die faire Konkurrenz untereinander gewährleisten, nicht zuletzt auch die Basis der Verkaufsstellenbetreiber.
Die meisten Pressegrossisten sind von Verlagen unabhängig. Verlage oder andere Presseunternehmen sind an 12 der 66 Pressegrossisten beteiligt. Dies ist alles andere als unproblematisch. Pressegrossisten unterliegen der Neutralitätsverpflichtung und sollen ihr Gebiet unvoreingenommen beliefern. Dies kann mit ihren eigenen wirtschaftlichen Interessen kollidieren, wenn ein Verlag beteiligt ist.

## Zentrales Verhandlungsmandat
Um das deutsche System des Presse-Grosso war seit September 2008 eine Auseinandersetzung entbrannt, in der der Bauer-Verlag Verträge mit einigen Presse-Grossisten kündigte, weil diese angeblich nicht mehr effizient arbeiteten. Erklärtes Ziel des Verlages ist die Ankurbelung eines stärkeren Wettbewerbs nach englischem Vorbild, wobei jedoch von Kritikern eine Einschränkung der Pressevielfalt befürchtet wird. Außerdem ging Bauer gerichtlich gegen das zentrale Verhandlungsmandat vor, das die Mitglieder des BVPG sowie die Grossisten mit Verlagsbeteiligung dem Bundesverband zu Aushandlung von verbindlichen Konditionen und Leistungen mit den einzelnen Lieferanten übertragen haben. Das zentrale Mandat soll den Interessen der Marktbeteiligten sowie den unterschiedlichen Objekt- und Verlagsgegebenheiten Rechnung tragen und eine Anpassung an sich wandelnde Marktverhältnisse ermöglichen.
Im Rahmen der Novellierung des Gesetzes gegen Wettbewerbsbeschränkungen (GWB) hat der Bundestag jedoch im Oktober 2012 das zentrale Verhandlungsmandat legalisiert. Branchenvereinbarungen zwischen Presseverlagen und Presse-Grossisten sind als privatwirtschaftliche Selbstregulierung vom Kartellverbot ausgenommen.
Demnach werden koordinierte Vereinbarungen zwischen Verlagen und Presse-Grossisten und deren Verbänden dann kartellrechtlich freigestellt, wenn sie den flächendeckenden und diskriminierungsfreien Vertrieb von Zeitungs- und Zeitschriftensortimenten durch das Presse-Grosso regeln.
Das Pendant zum Presse-Grosso ist im Buchhandel das Barsortiment, gelegentlich ebenfalls als Grossist bezeichnet.